# Janowszczyzna

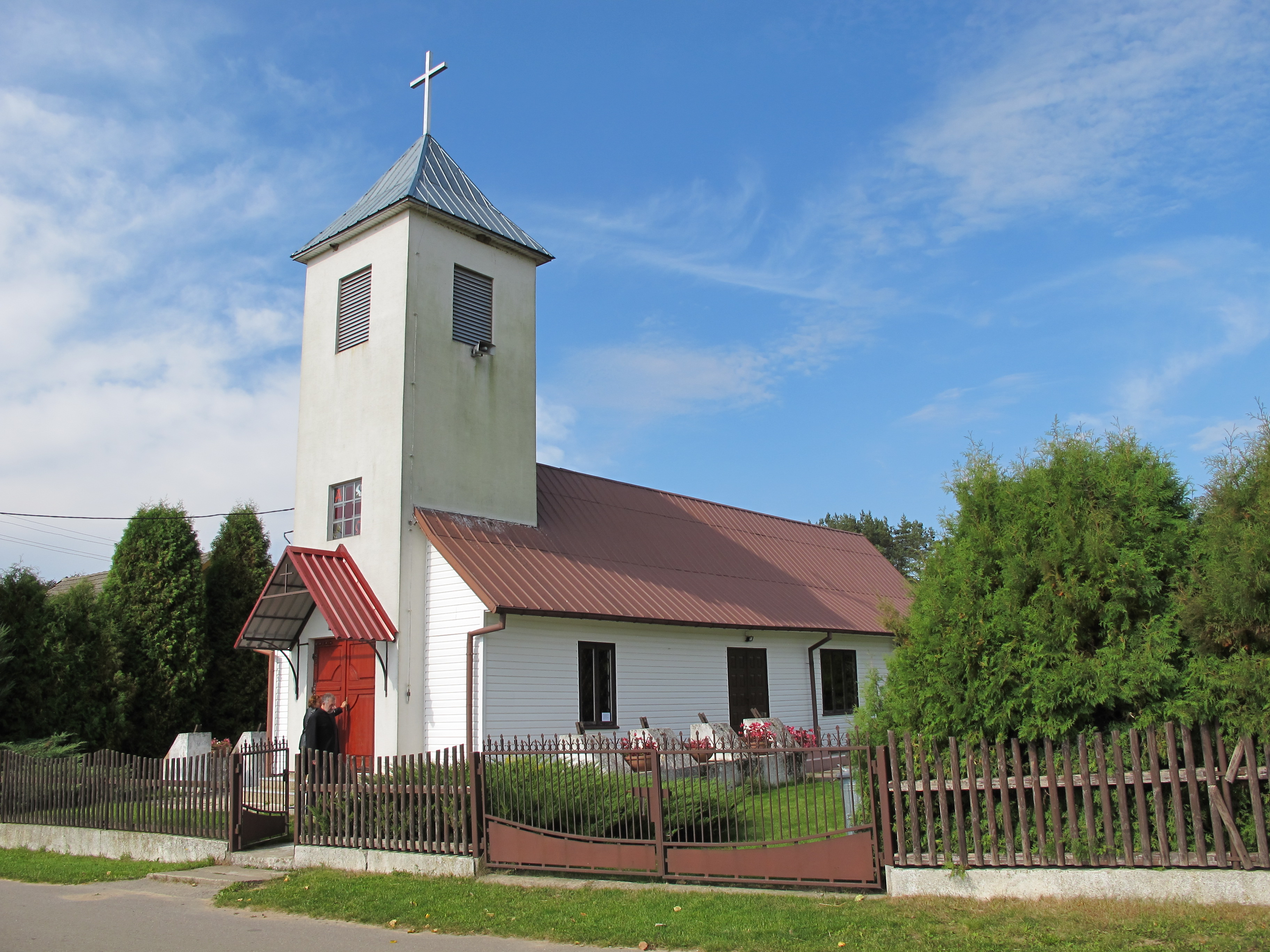
Kościół pw. św. Rocha we wsi

Janowszczyzna – wieś w Polsce położona w województwie podlaskim, w powiecie sokólskim, w gminie Sokółka.
Wieś królewska ekonomii grodzieńskiej położona była w końcu XVIII wieku w powiecie grodzieńskim województwa trockiego. W latach 1954–1972 wieś należała i była siedzibą władz gromady Janowszczyzna. W latach 1975–1998 miejscowość administracyjnie należała do województwa białostockiego.
W Janowszczyźnie znajduje się Szkoła Podstawowa z Oddziałami Integracyjnymi.
Pochodził stąd Henryk Trębicki – sztangista, brązowy medalista olimpijski z Meksyku (1968).
Wierni kościoła rzymskokatolickiego należą do parafii Matki Bożej Nieustającej Pomocy i św. Rocha w Lipinie. We wsi znajduje się kościół filialny pw. św. Rocha.